# آرزیلیر-نوویل
آرزیلیر-نوویل (به فرانسوی: Arzillières-Neuville) یک کمون در فرانسه است که در canton of Saint-Remy-en-Bouzemont-Saint-Genest-et-Isson واقع شده‌است. آرزیلیر-نوویل ۱۲٫۲۳ کیلومتر مربع مساحت دارد ۱۱۶ متر بالاتر از سطح دریا واقع شده‌است.